# NGC 5040
NGC 5040 (również PGC 45945) – galaktyka spiralna (S), znajdująca się w gwiazdozbiorze Psów Gończych. Odkrył ją William Herschel 26 kwietnia 1789 roku.